# Grandidierella spinicoxa
Grandidierella spinicoxa is een vlokreeftensoort uit de familie van de Aoridae. De wetenschappelijke naam van de soort is voor het eerst geldig gepubliceerd in 1972 door Myers.